# Mines de la Brutz
 (janvier 2022).
Si vous disposez d'ouvrages ou d'articles de référence ou si vous connaissez des sites web de qualité traitant du thème abordé ici, merci de compléter l'article en donnant les références utiles à sa vérifiabilité et en les liant à la section « Notes et références ».
Les mines de la Brutz sont des mines de fer exploitées de 1912 à 1952 à Teillay en Bretagne. Elles sont créées en 1911 par la Compagnie Générale des mines de fer de Bretagne, et l'exploitation démarre véritablement en 1920 après la Première guerre mondiale. Des cités ouvrières sont construites pour héberger les centaines d'ouvriers qui y travaillent. Après la Seconde Guerre mondiale, l'activité des mines se réduit, la qualité du minerai diminue et un incendie précipite la fermeture du lieu en 1952.
Depuis 1994, le site est restauré par une association et un musée a été aménagé. En 2000, les mines deviennent la propriété de la communauté de communes Bretagne porte de Loire.

## Localisation
Les mines de la Brutz sont situées à Teillay, en Ille-et-Vilaine, à quelques dizaines de mètres seulement de la frontière avec le département Loire-Atlantique. Leur situation entre les régions Bretagne et Pays de la Loire en font un témoin important du passé minier du bassin breton-angevin.
- Depuis Bain-de-Bretagne : 20 km
- Depuis Châteaubriant : 13 km
- Depuis Rennes : 45 km

## Histoire

### Les mines de fer
Après la perte des territoires de l’Alsace et de la Lorraine en 1871, les compagnies minières françaises recherchent de nouvelles zones d’exploitation. C’est dans ce contexte que la Compagnie Générale des mines de fer de Bretagne réalise des sondages en Bretagne au tout début du XXe siècle et creuse un premier puits à Teillay en 1911. La première galerie, la « galerie de travers-banc » est creusée l’année suivante.
Jusqu’en 1914 et le début de la Première Guerre mondiale, ce sont cinq autres puits de reconnaissance qui sont creusés dans les environs. Il faut ensuite attendre 1920 pour que la « Concession de Teillay » voit le jour, et avec elle les débuts de l’exploitation minière de la Brutz.
La mine emploie jusqu’à 300 personnes, qui sont logées dans des cités ouvrières construites à proximité du site. En moyenne, 50 000 à 60 000 tonnes de minerai de fer sont extraites chaque année d’une quarantaine de kilomètres de galeries creusées sous terre.
À partir de la fin des années 1940, la qualité du minerai diminue. Les galeries sont de plus en plus profondes et le coût de l’extraction de l’eau va croissant. C’est cependant un incendie dans la salle des pompes qui accélère la fermeture du site en 1952.

### Le site aujourd’hui

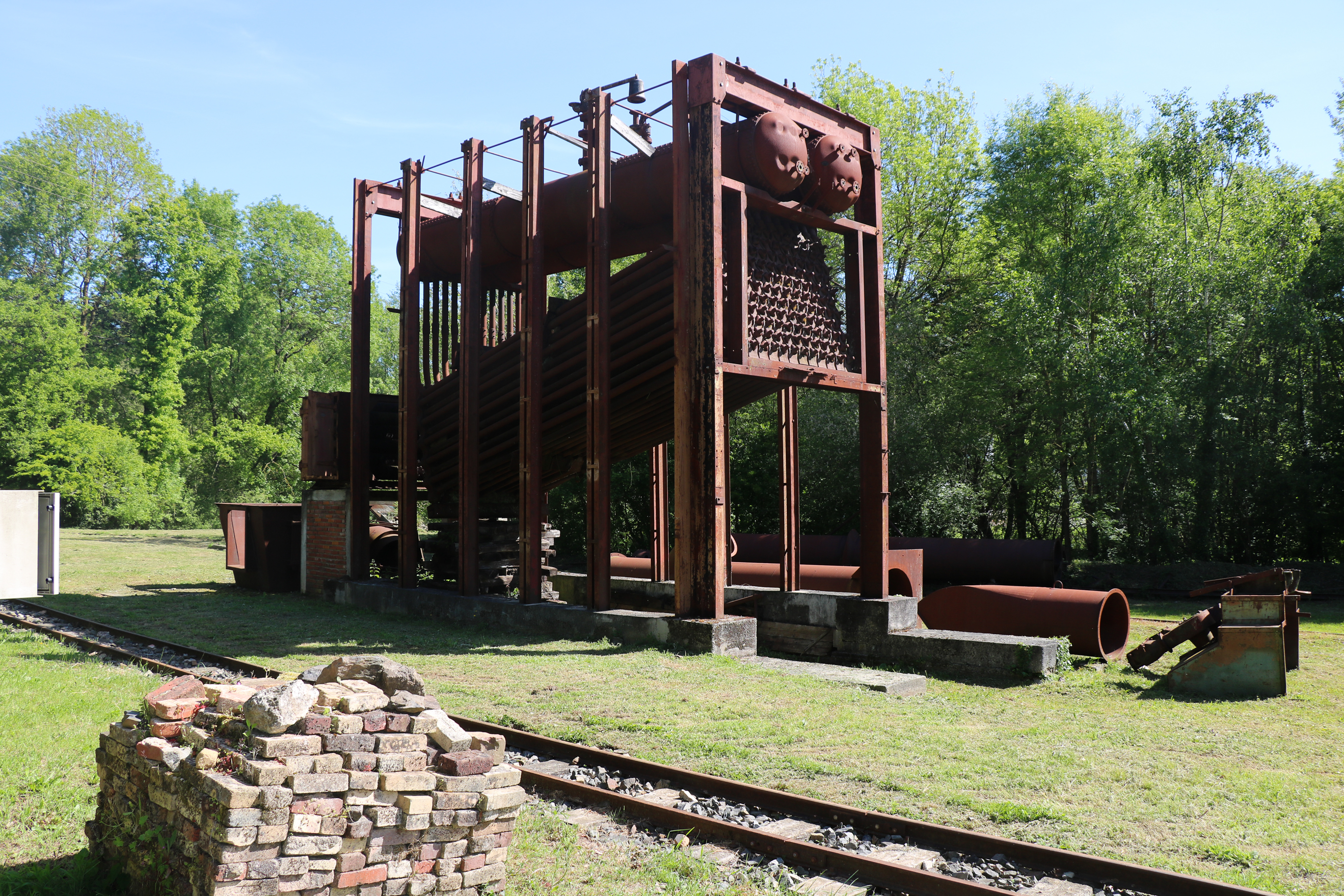
Chaudière Babcock & Wilcox

Tombé dans l’oubli après sa fermeture, le site est réhabilité depuis 1994 par une association. De nombreuses machines sont exposées sur le site. Elles témoignent des techniques d’extraction minière de la première moitié du XXe siècle. Les mines deviennent propriété de la communauté de communes Bretagne porte de Loire en 2000.

Le parc abrite notamment l’un des deux derniers modèles existant de chaudière à eau Babcock & Wilcox, construite en 1937 et classée aux Monuments historiques. C’est un modèle similaire à celui qui était utilisé dans la centrale électrique durant l’exploitation des mines de la Brutz. Un locotracteur électrique Schneider-Westinghouse est également exposé. Il est inscrit aux Monuments historiques.

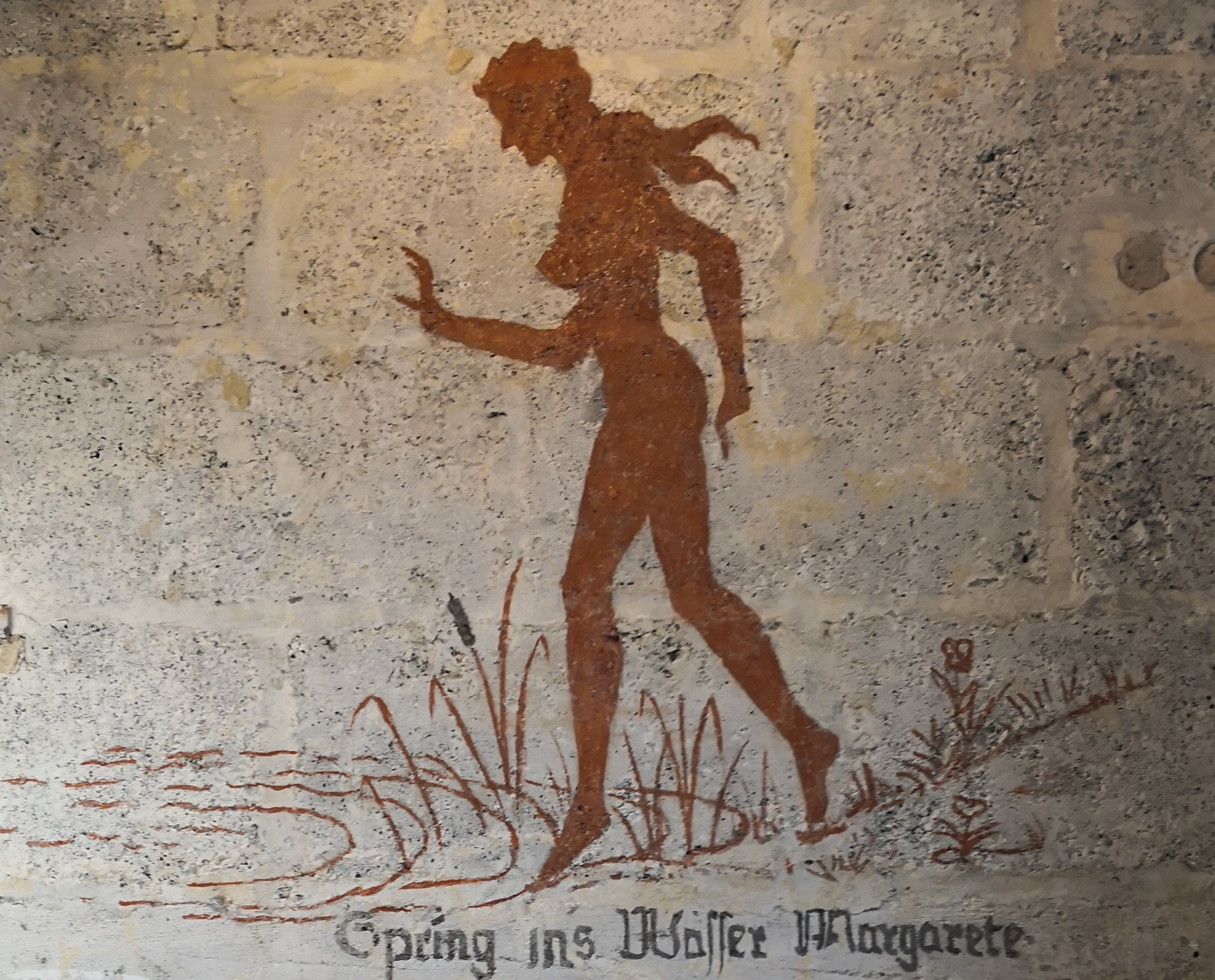
Une des fresques visibles dans le musée

Cet ensemble de machines ainsi que les vestiges des installations industrielles « du jour » sont rassemblées sur le « carreau », la partie de la mine qui rassemblait les activités de surface.
Un musée est installé dans un ancien bâtiment initialement destiné au tri du minerai. Il a servi de dortoir à des prisonniers allemands employés dans les mines durant la Seconde Guerre mondiale qui ont laissé derrière eux plusieurs fresques sur les murs, toujours visibles dans le musée. Le musée accueille également une reconstitution de galerie.
Des visites commentées du site dédiées à la vie des mineurs et l’histoire locale sont organisées par la Communauté de communes tous les étés, de juin aux Journées du patrimoine (mi-septembre), et toute l’année pour les groupes sur réservation.